# Sección los Roques
Sección los Roques är en ort i Mexiko.   Den ligger i kommunen San Felipe Jalapa de Díaz och delstaten Oaxaca, i den sydöstra delen av landet, 300 km sydost om huvudstaden Mexico City. Sección los Roques ligger 113 meter över havet och antalet invånare är 512.
Terrängen runt Sección los Roques är varierad, och sluttar österut. Runt Sección los Roques är det ganska glesbefolkat, med 39 invånare per kvadratkilometer. Närmaste större samhälle är San Pedro Ixcatlán, 4,6 km norr om Sección los Roques. Omgivningarna runt Sección los Roques är en mosaik av jordbruksmark och naturlig växtlighet.